# والتر تایبو
والتر تایبو (اسپانیایی: Walter Taibo‎; ۷ مارس ۱۹۳۱ – ۱۰ ژانویهٔ ۲۰۲۱) بازیکن فوتبال اهل اروگوئه بود.
از باشگاه‌هایی که در آن بازی کرده‌است می‌توان به باشگاه فوتبال اتلتیکو هوراکان، باشگاه فوتبال پنیارول، باشگاه فوتبال ناسیونال، و باشگاه فوتبال مونته‌ویدئو واندررز اشاره کرد.
وی همچنین در تیم ملی فوتبال اروگوئه بازی کرده‌است.